# Kauko Juhantalo
Kauko Johannes Juhantalo, född 28 april 1942 i Kankaanpää, död 26 april 2020 i Kankaanpää, var en finländsk politiker (Centern). Han var ledamot av Finlands riksdag 1979–1993, 1995–1999, 2003–2007 och 2015–2019.
Juhantalo var ordförande för Centerns riksdagsgrupp 1983–1991. Han var handels- och industriminister i regeringen Aho 1991–1992 men tvingades avgå på grund av en mutskandal. Han dömdes 1993 i riksrätten till ett års villkorligt fängelse för tagande av muta och brott mot tjänsteplikt. Efter den fällande domen uteslöts Juhantalo ur riksdagen men valdes in på nytt i följande riksdagsval.
Juhantalo gjorde comeback i riksdagsvalet 2015 med 4 627 röster från Satakunta valkrets.